# Podu Petriș, Vaslui
Podu Pietriș (sau Pod-Pietriș) este un sat în comuna Ciocani din județul Vaslui, Moldova, România.
 Acest articol despre o localitate din județul Vaslui este deocamdată un ciot. Puteți ajuta Wikipedia prin completarea lui.